# Aldomirovți, Sofia
Aldomirovți (în bulgară Алдомировци) este un sat în comuna Slivnița, regiunea Sofia,  Bulgaria. 

## Demografie
Componența etnică a satului Aldomirovți
     Bulgari (97,06%)
     Nicio identificare (2,3%)
     Altele (0,62%)
La recensământul din 2011, populația satului Aldomirovți era de 1.430 locuitori. Din punct de vedere etnic, majoritatea locuitorilor (97,06%) erau bulgari. Pentru 2,3% din locuitori nu este cunoscută apartenența etnică.